# 톰과 제리: 더 무비
《톰과 제리: 더 무비》(일본어: トム＆ジェリー ザ ムービー)는 2014년에 출시된 심스의 비디오 게임이다.